# Травяная лягушка
Травяная лягушка (лат. Rana temporaria) — вид настоящих лягушек, широко распространённый в Европе.

## Описание
Травяная лягушка — средних размеров лягушка с длиной тела 6—10 см, изредка встречаются и более крупные экземпляры. Тело сверху от оливкового до красновато-коричневого цвета, на спине и на боках часты тёмные пятна 1—3 мм в диаметре. У самцов в брачный период горло голубого цвета. Кроме того, в период спаривания самец более светлый, сероватого цвета, самка, наоборот, более коричневая, часто красновато-коричневая. Снизу имеет тёмный мрамороподобный рисунок.

## Ареал и места обитания
Травяная лягушка одна из самых распространённых в Европе. Её ареал простирается от Британских островов до Урала и Западной Сибири. На севере она встречается вплоть до Скандинавии и Кольского полуострова. Отсутствует на побережье Средиземного моря, в Крыму, на Кавказе. В Ирландии это единственная встречающаяся лягушка. В 2005 г. травяная лягушка была интродуцирована на юге Камчатки, где сформировалась первая камчатская самоподдерживающаяся и расселяющаяся популяция.
Выделяют от 4 до 6 подвидов травяных лягушек.

## Фото

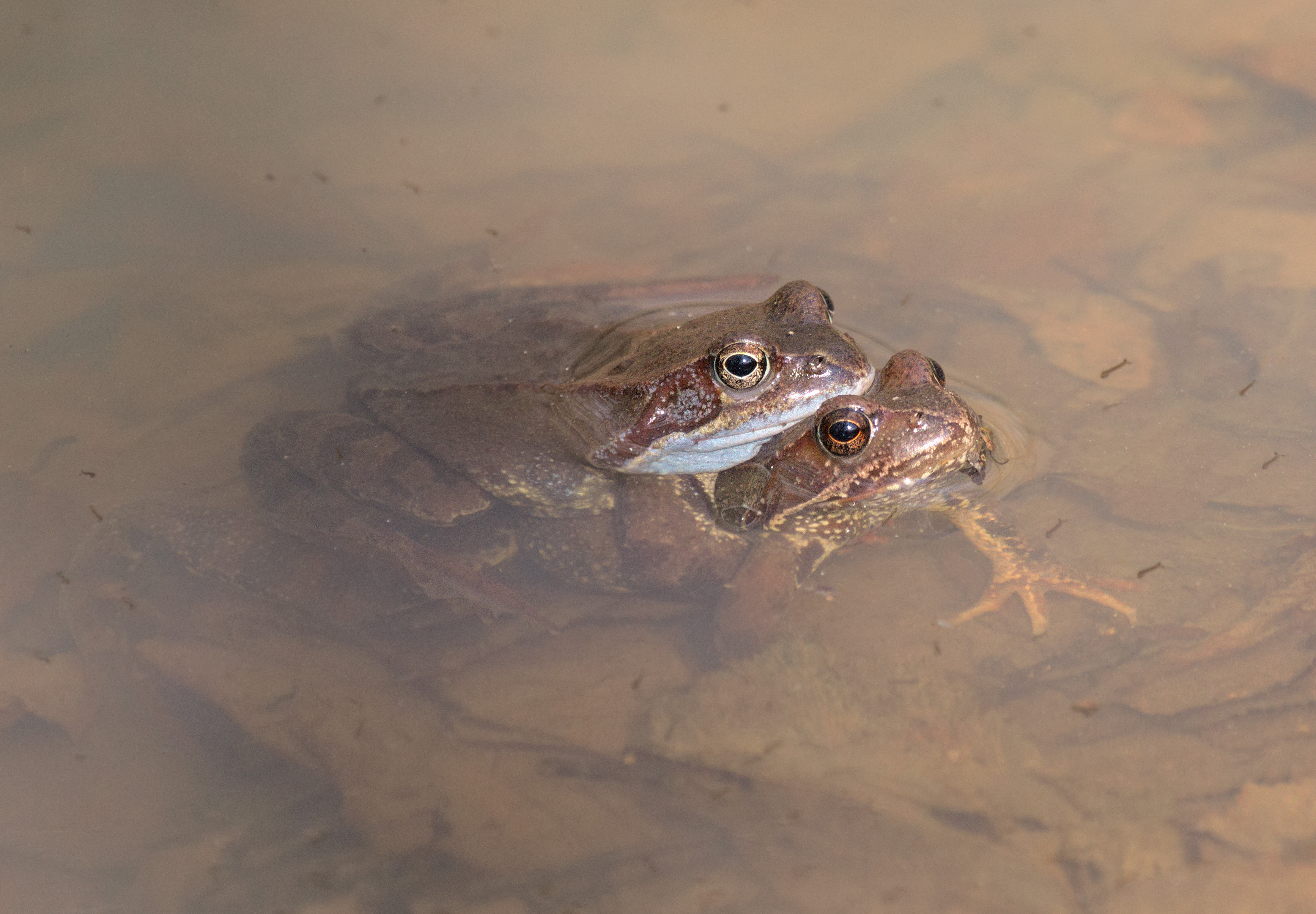
Травяные лягушки спариваются в воде. Битцевский лес.
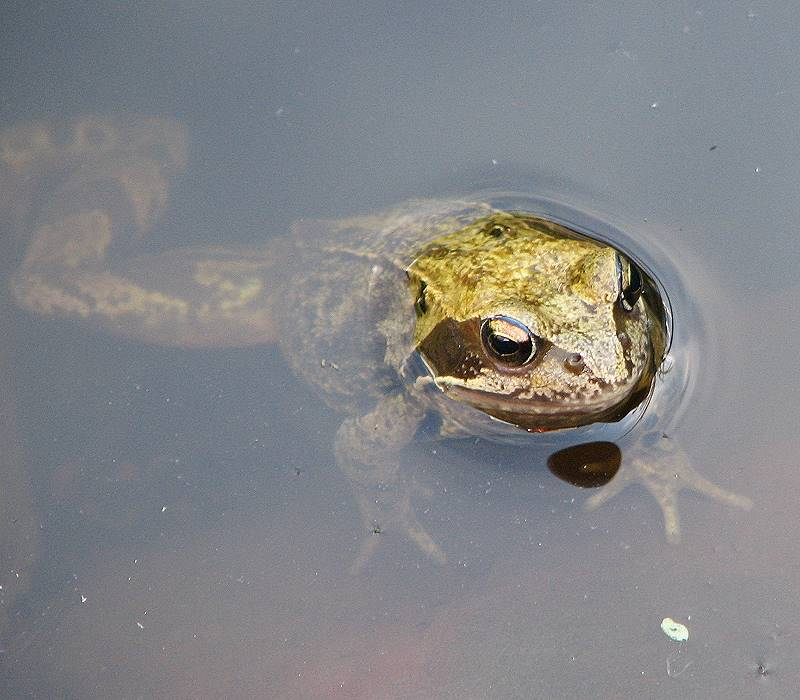
Плывущая травяная лягушка. Ботанический сад. Бохум. Германия.
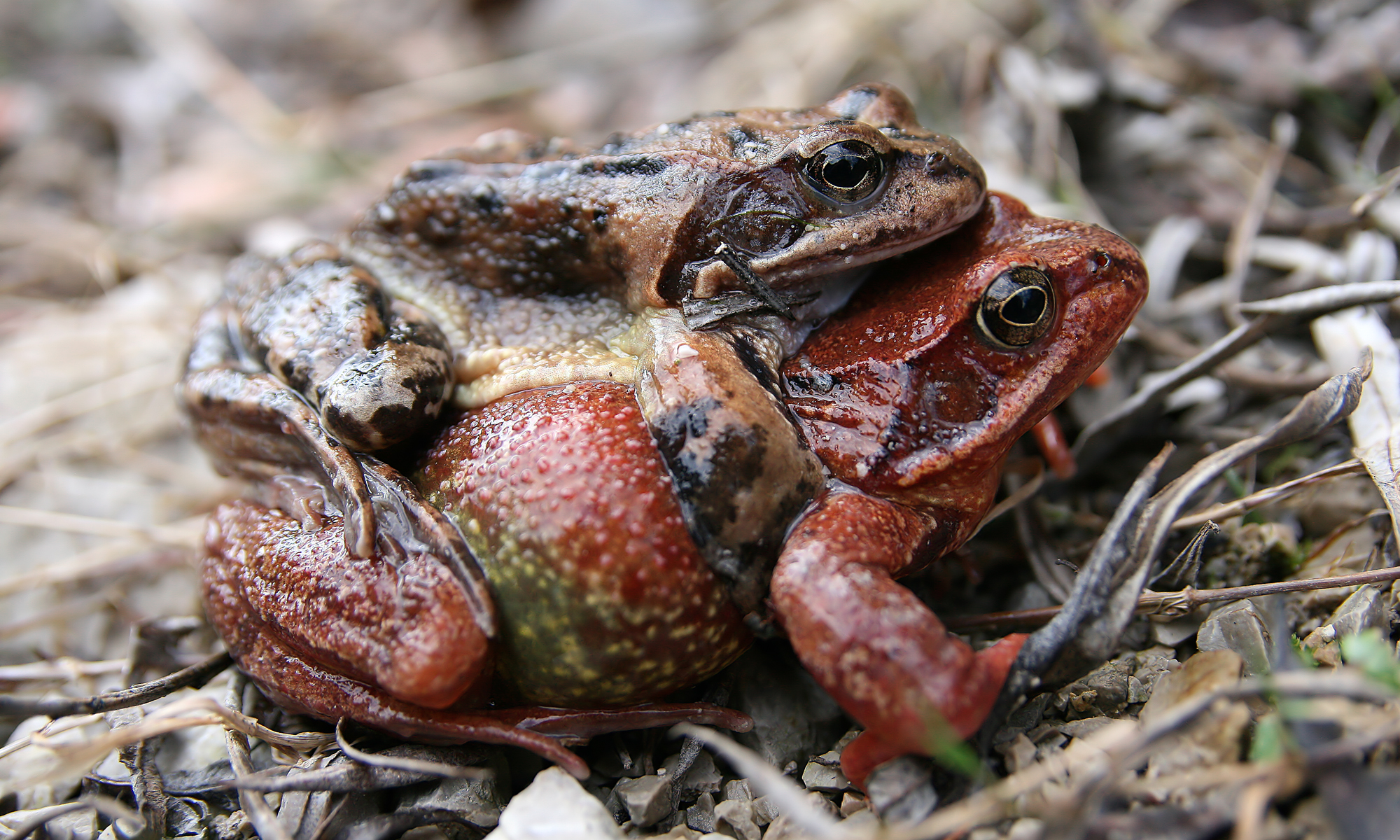
Спаривание. Бавария. Германия.
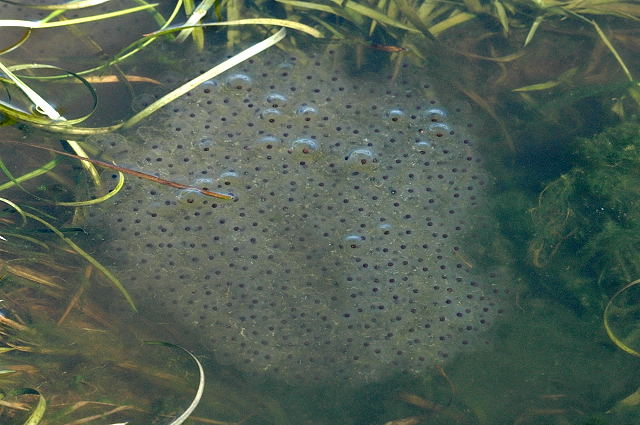
Икра травяных лягушек. Арденны. Бельгия.
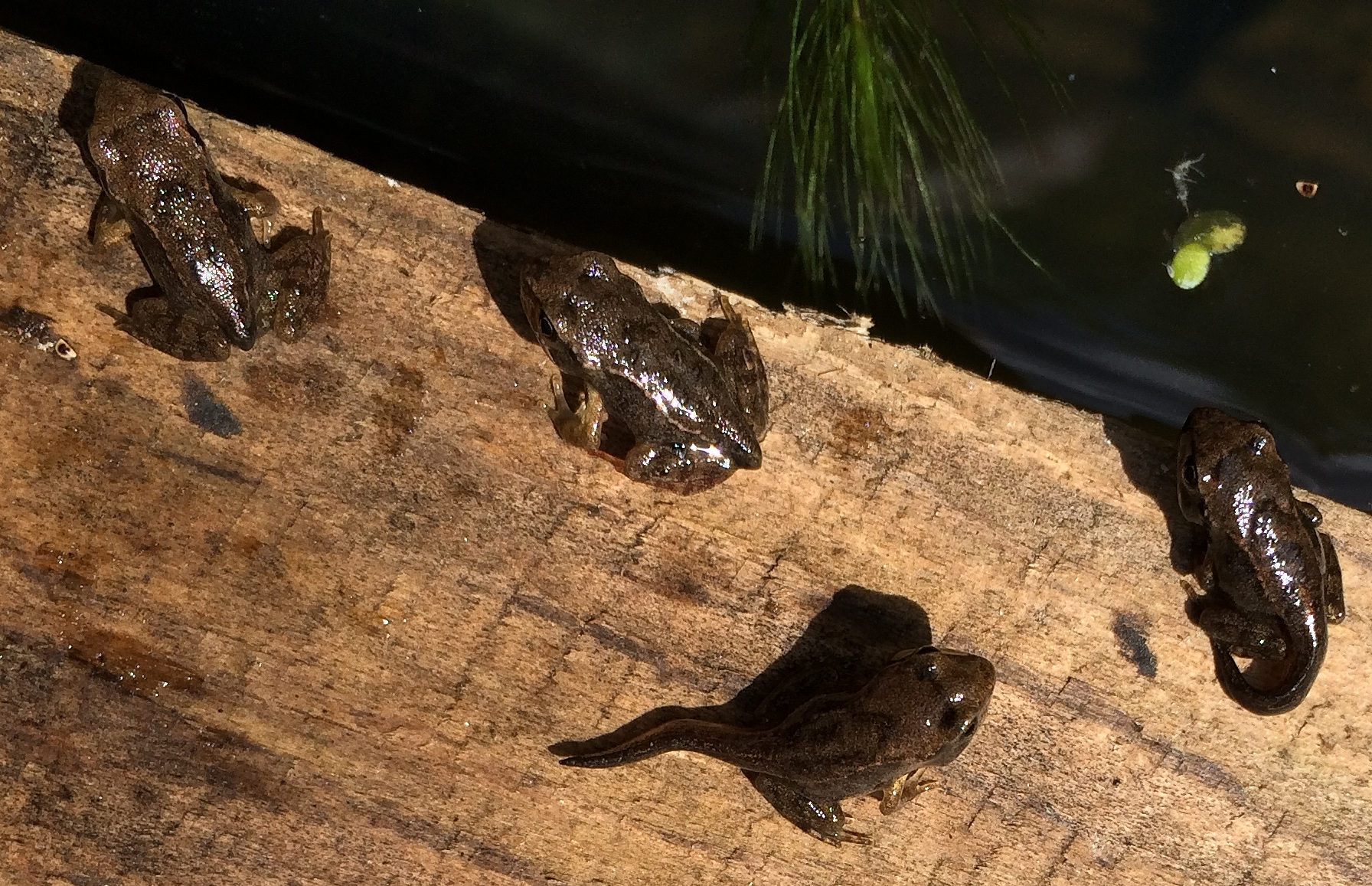
Метаморфоз головастиков травяной лягушки. Московская область.
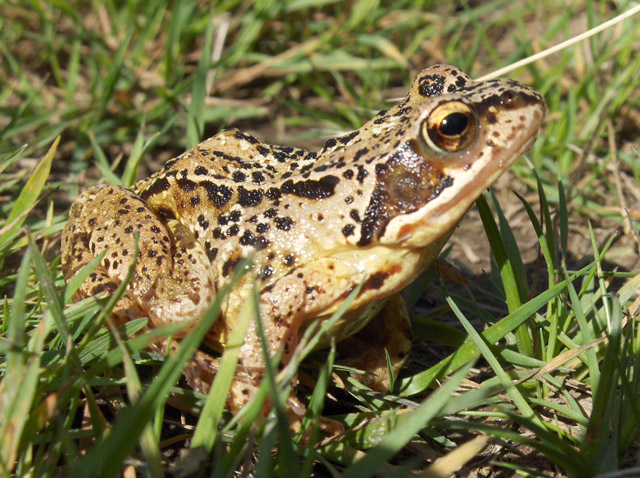
Цветовая морфа травяной лягушки. Шотландия.
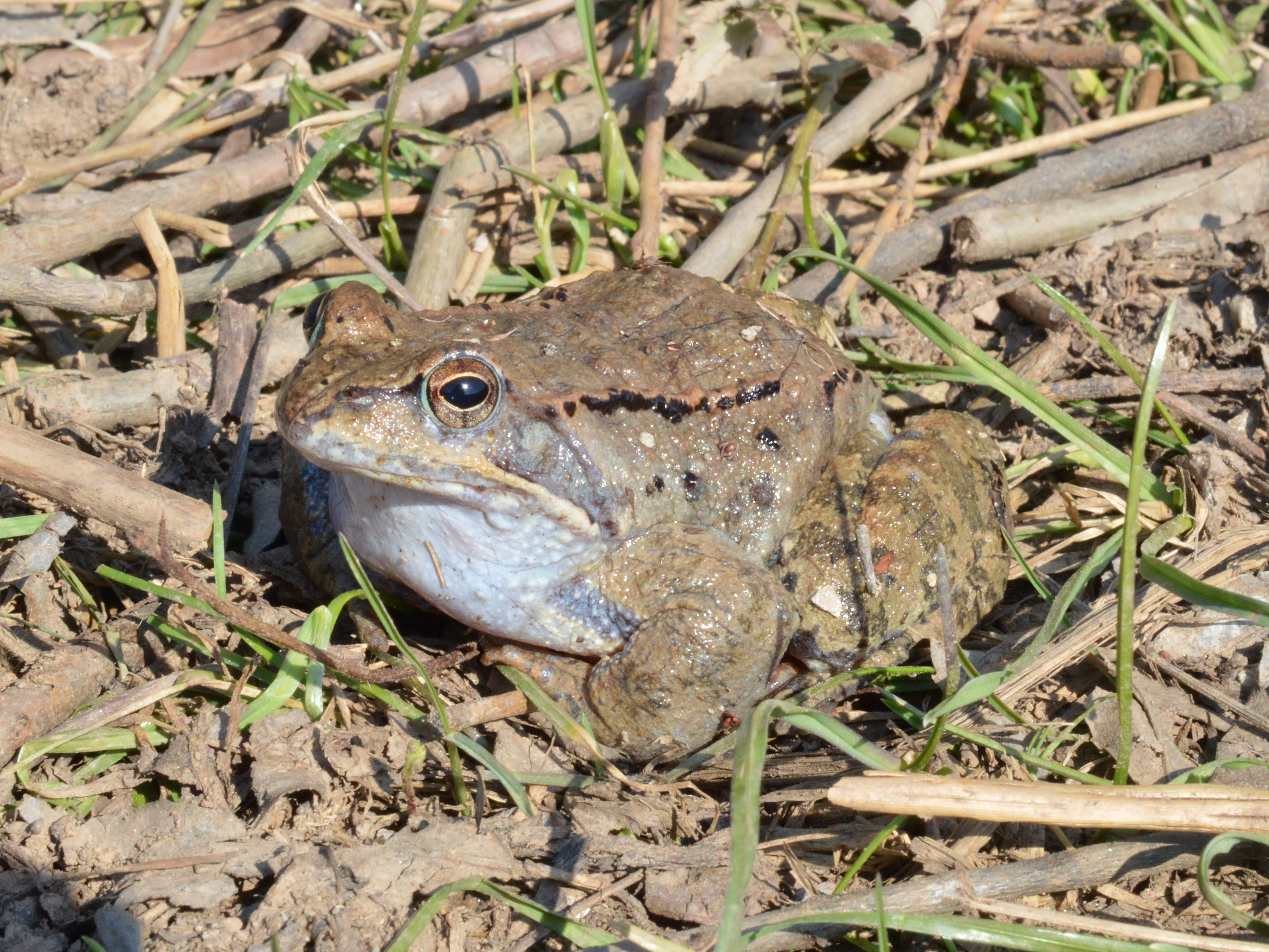
Самец травяной лягушки. Природоохранная территория Мухалница. Болгария.